# Roman Kajetan Walenty Wierzchlejski
Roman Kajetan Walenty Wierzchlejski (ur. 5 sierpnia 1825 w Kraśnicach, zm. 29 grudnia 1887 w Warszawie) – polski prawnik, profesor Szkoły Głównej, redaktor „Gazety Sądowej Warszawskiej”.

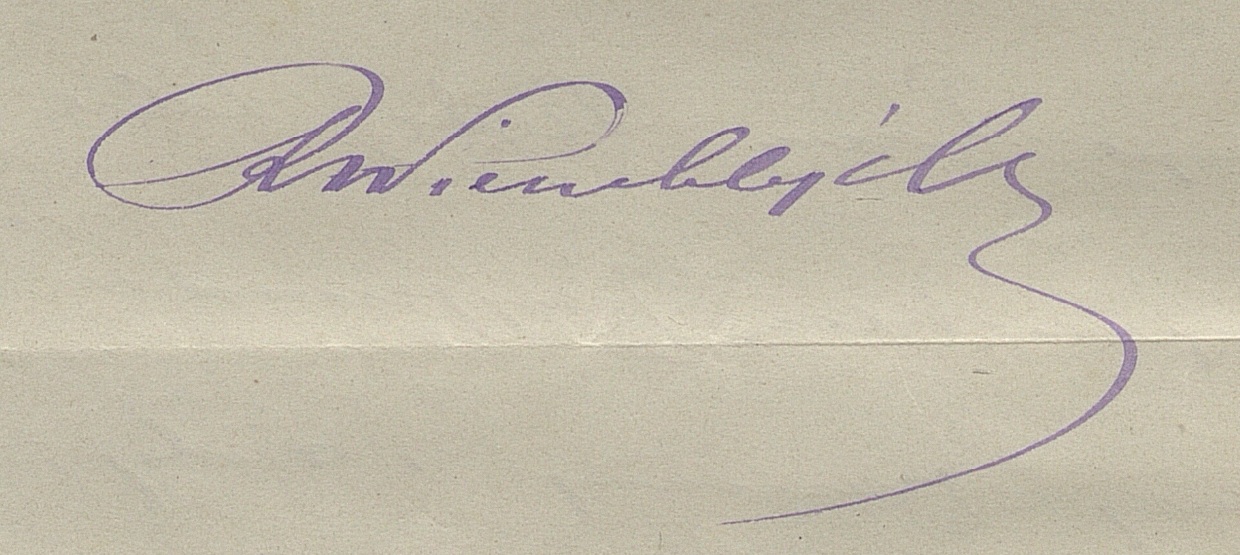
Podpis odręczny Romana Wierzchlejskiego. Źródło: „Korespondencja Józefa Ignacego Kraszewskiego”. Seria III. Listy z lat 1863-1887. T. 79.

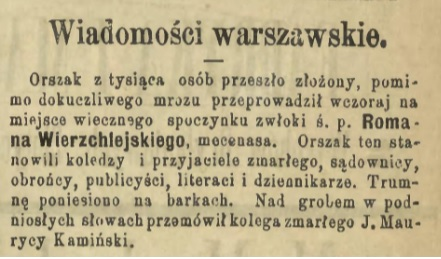
Notatka prasowa dotycząca ceremonii pogrzebowej Romana Wierzchlejskiego. Źródło: „Wiek : gazeta polityczna, literacka i spółeczna” 1888, nr 2, s. 3.

## Życiorys
Urodził się w rodzinie Julii (z Dobków) i Alojzego Wierzchlejskich. Ojciec był właścicielem dóbr Kraśnice leżących w guberni kaliskiej. Roman wcześnie stracił oboje rodziców. Nad jego wychowaniem i edukacją czuwały starsze siostry. Kształcił się w gimnazjach w Piotrkowie i w Warszawie (warszawskie gimnazjum ukończył w 1842 r.). W Warszawie też został słuchaczem kursów prawa. Następnie studiował na uniwersytecie w Petersburgu, gdzie brał czynny udział w życiu polskich studentów (jeden z organizatorów "czwartkowych" zebrań studenckich). Studia ukończył w 1849 r. Stopień kandydata praw otrzymał po napisaniu rozprawy „Żydzi w Królestwie Polskim". Po obronie wyjechał do Berlina – praca naukowa, przy tej okazji zwiedził także południe Niemiec i nadreńskie prowincje.

Po powrocie do kraju osiedlił się w Suwałkach, gdzie znalazł zatrudnienie jako podpisarz, a następnie pisarz w Sądzie Pokoju Okręgu Dąbrowskiego. Pracował także jako asesor w Trybunale Cywilnym Guberni Augustowskiej. Był również nauczycielem prawa w suwalskim Gimnazjum Męskim im. Karola Brzostowskiego. 

Wiele zastrzeżeń ówczesnych władz zaborczych budziła jego działalność patriotyczna. Wierzchlejski - jak pisał A. Matusiewicz - był głównym bohaterem głośnej w całym kraju manifestacji patriotycznej 11 czerwca 1861 r., a w wyniku represji, które miały miejsce po wspomnianej manifestacji - na rozkaz generał-lejtnanta Leonida Płatonowicza Rudanowskiego (gubernatora suwalskiego), został aresztowany i administracyjnie przeniesiony do Petersburga (w jego sprawie interweniował m.in. Aleksander Wielopolski). 

Z tego zesłania wrócił do kraju we wrześniu 1861 r. Przebywając w Suwałkach podlegał ciągłemu, ścisłemu dozorowi policyjnemu.

Po wyjeździe z Suwałk, osiedlił się (w marcu 1862 r.) w Warszawie. Jak podaje A. Matusiewicz: Często zmieniał pracę, wciąż awansując (podprokurator przy Trybunale Cywilnym w Warszawie, pomocnik naczelnego prokuratora, obrońcy przy Sądzie Apelacyjnym). Od 1867 r., kiedy został mianowany profesorem Szkoły Głównej (lecz nie wykładał) poświęcił się wyłącznie adwokaturze. Brał udział w pracach nad kodeksem karnym i procedurą karną. Swoje prace publikował w „Bibliotece Warszawskiej”, „Ekonomiście”, „Kraju”, „Gazecie Sądowej Warszawskiej” (której był współredaktorem) czy „Kurierze Wileńskim”. Pracował społecznie, organizował m.in. dobroczynne koncerty i przedstawienia teatralne. Był jednym z inicjatorów powołania do życia Towarzystwa Przyjaciół Dzieci, Kasy Pomocy Nauczycieli Prywatnych, Kasy Pomocy Sług. Działał w stowarzyszeniu "Merkury" oraz Towarzystwie Osad Rolniczych.  
W 1887 r. znacznie podupadł na zdrowiu psychicznym. Zmarł śmiercią samobójczą 29 grudnia 1887 r. Został pochowany 2 stycznia 1888 r. na Powązkach.  
W pośmiertnym wspomnieniu, które ukazało się na łamach „Wieku” czytamy m.in.: Jako prawnik, Roman Wierzchlejski przeszedł wiele szczebli w hierarchii sądowniczej, towarzyszył rozmaitym zmianom, w których jego jasny pogląd na rzecz, zdrowa rada, zyskiwały mu uznanie sfer kierujących, jak to widać z dziejów jego prac na tem polu.   

## Ciekawostki
- Podczas swego pobytu w Suwałkach działał jako korespondent czasopism warszawskich. Jego artykuły ukazywały się m.in. w "Gazecie Codziennej" i "Gazecie Warszawskiej".
- Jego żoną była Sylwia Kowalska - przyrodnia siostra suwalskiego malarza Alfreda Wierusz-Kowalskiego[3].